# Río Vóljov
El río Vóljov (del ruso: Во́лхов) es un importante río de la parte nororiental de la Rusia europea, que conecta el lago Ilmen con el lago Ladoga, el mayor lago de Europa. Tiene una longitud de 224 km y drena una cuenca de 80.200 km² (similar a países como Austria, República Checa o Serbia).
Administrativamente, el río discurre por el óblast de Nóvgorod y el óblast de Leningrado de la Federación de Rusia.

## Geografía

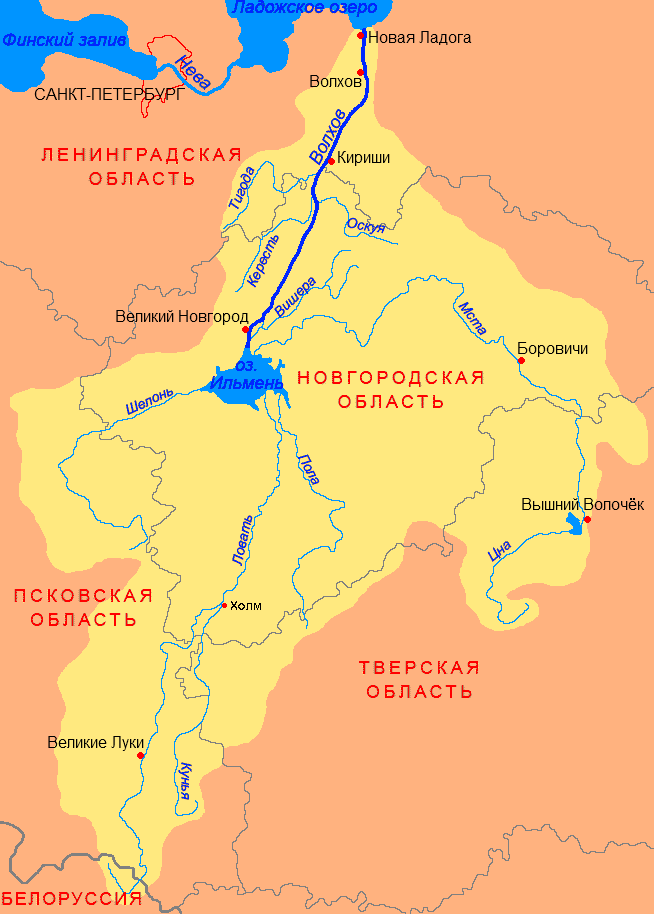
Mapa en ruso del lago Ilmen (Ильмень) y el río Vóljov (Во́лхов)

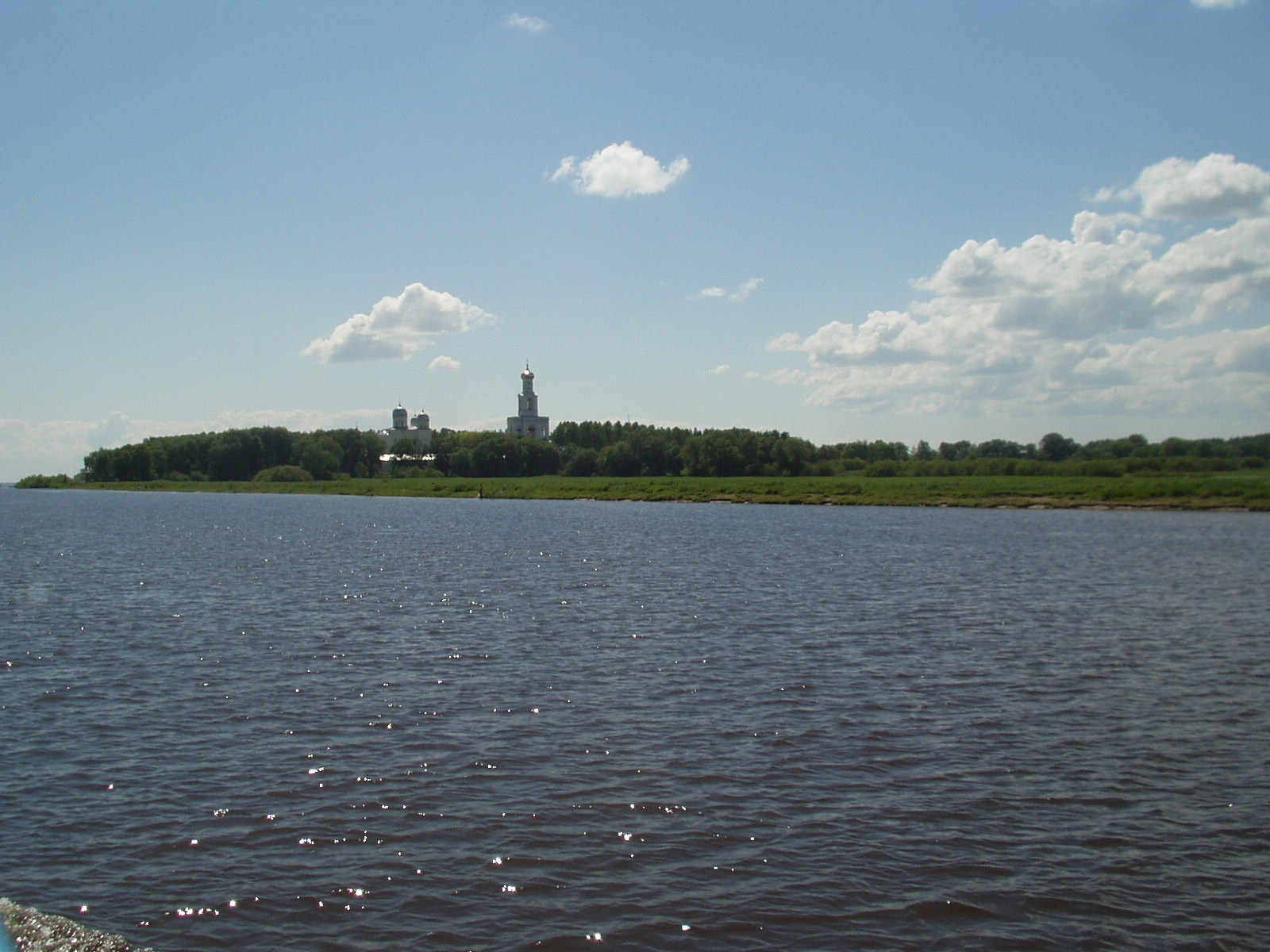
El río Voljóv

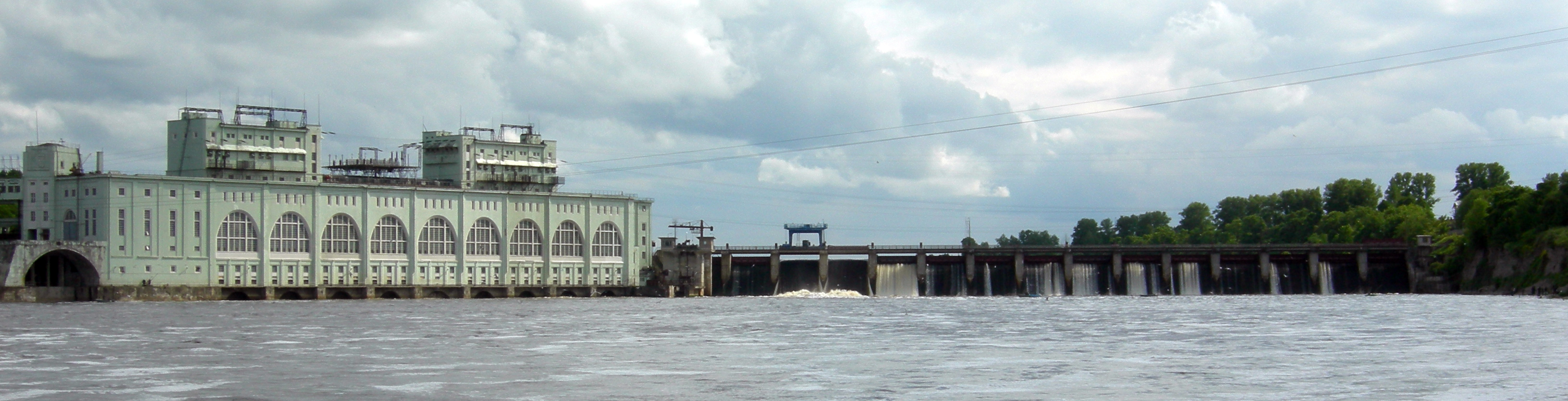
La presa Vóljov, en la central hidroeléctrica del mismo nombre

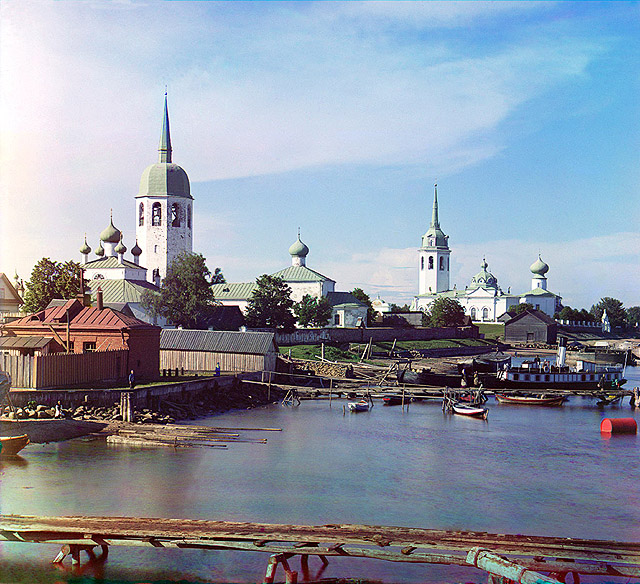
Stáraya Ládoga en 1911

El río Vóljov fluye desde el lago Ilmen (982 km²) en dirección norte hasta desaguar en el lago Ládoga, el mayor lago de Europa (17.700 km²), siendo el segundo mayor afluente del lago tras el río Svir (224 km y una cuenca de 83.200 km²). Es navegable en toda su longitud. Su caudal es muy variable dependiendo fundamentalmente del nivel del lago Ilmen. Se tiene constancia, en circunstancias excepcionales, del reflujo y la reversión de las aguas en su curso superior. El río se congela a finales de noviembre y se deshiela a principios de abril. 
El nivel de las aguas está regulado por la presa de la central hidroeléctrica Vóljov (la primera represa hidroeléctrica regional soviética, iniciada en 1918 y puesta en funcionamiento el 19 de diciembre de 1926 en el marco del plan GOELRO) situada 25 km aguas arriba de la desembocadura del río. Además de generar energía hidroeléctrica, la presa sirve para facilitar la navegación en el curso inferior del río anteriormente conocido por sus rápidos. 
La parte de arriba del Vóljov está conectado con el río Msta por el canal Siversov, por encima del lago Ilmen. Aguas abajo está conectado con el río Neva, el río Syas y el río Svir, por el canal Nueva Ládoga, por encima del lago Ládoga. 
El río Vóljov forma parte de la cuenca del Neva, ya que sus aguas desaguan en el mar Báltico vía lago Ládoga. El río es totalmente navegable.  

### Afluentes
Los principales afluentes del río Vóljov son:
- por la izquierda, los ríos Kérest, Tígoda (Тигода) (143 km y una cuenca de 2.290 km²), Vloya y Olomna;
- por la derecha, los ríos Víshera (Вишера) (73 km), Oskuya (Оскуя) (114 km), Pchiovzha (Пчёвжа) (157 km y una cuenca de 1.970 km²) y Chiórnaya.

## Historia
A pesar de su longitud relativamente corta, el río Vóljov ha desempeñado un papel importante en la historia y economía rusas. En reconocimiento de esto, una figura que representa el Vóljov aparece entre los cuatro grandes ríos de Rusia sobre una de las columnas conmemorativas que enmarcan el conjunto de la antigua Bolsa de San Petersburgo. 
A mediados del siglo IX, el Vóljov era una arteria comercial densamente poblada dominada por la Rus' de los varegos. Era una parte vital de las más importantes rutas comerciales que conectaban el norte de Europa con Oriente, bien a través de la cuenca del Volga (ruta comercial del Volga) o del Dnieper (ruta comercial de los varegos a los griegos). La antigua capital de Rusia, Veliki Nóvgorod, y una importante ciudad, Stáraya Ládoga, se encontraban en sus orillas.  
Los barcos comerciales vikingos, después de entrar en el Vóljov cerca de Gorchakóvshchina y Liubsha, fondeaban en el importante emporio comercial de Aldeigja (Ládoga). Luego enfilaban aguas arriba pasando una serie de rápidos, vigilados por los asentamientos fortificados de Nóviye Dubovikí y Gorodishche. Había otro más en Jolopi Gorodok, 13 km al norte de la actual Nóvgorod (o más bien Holmgard), que fue fundado cerca del punto en el que el Vóljov fluye desde el lago Ilmen. 

La mayoría de estos fueron inicialmente sitios pequeños, probablemente no mucho más que estaciones de repación y reabastecimiento, proporcionando una oportunidad para el intercambio y redistribución de artículos, pasando a lo largo del río y de las rutas de las caravanas
A Comparative Study of Thirty City-state Cultures

Parece probable que el conjunto de dichos asentamientos pre-urbanos dieran al país su nombre nórdico de Gardariki.